# ليو ديويت
ليو ديويت (بالإنجليزية: Lew DeWitt)‏ هو كاتب أغاني ومغني أمريكي، ولد في 12 مارس 1938 في روانوك في الولايات المتحدة، وتوفي في 15 أغسطس 1990 في واينيسبورو في الولايات المتحدة بسبب قصور كلوي.

## وصلات خارجية
- ليو ديويت على موقع IMDb (الإنجليزية)
- ليو ديويت على موقع ميوزك برينز (الإنجليزية)
- ليو ديويت على موقع ديسكوغز (الإنجليزية)